# Lijst van voetbalinterlands Oezbekistan - Zuid-Korea
Deze lijst van voetbalinterlands is een overzicht van alle officiële voetbalwedstrijden tussen de nationale teams van Oezbekistan en Zuid-Korea. De landen speelden tot op heden zestien keer tegen elkaar, te beginnen met een halve finale van de Aziatische Spelen 1994 op 13 oktober 1994 in Hiroshima (Japan). De laatste ontmoeting, een vriendschappelijke wedstrijd, werd gespeeld op 20 november 2018 in Brisbane (Australië).

## Wedstrijden
| №  | Plaats    | Datum             | Competitie             | Wedstrijd                | Uitslag |
| -- | --------- | ----------------- | ---------------------- | ------------------------ | ------- |
| 1  | Hiroshima | 13 oktober 1994   | Aziatische Spelen 1994 | Oezbekistan – Zuid-Korea | 1 – 0   |
| 2  | Seoel     | 12 september 1997 | WK 1998 kwalificatie   | Zuid-Korea – Oezbekistan | 2 – 1   |
| 3  | Tasjkent  | 18 oktober 1997   | WK 1998 kwalificatie   | Oezbekistan – Zuid-Korea | 1 – 5   |
| 4  | Seoel     | 3 maart 2005      | WK 2006 kwalificatie   | Zuid-Korea – Oezbekistan | 2 – 1   |
| 5  | Tasjkent  | 3 juni 2005       | WK 2006 kwalificatie   | Oezbekistan – Zuid-Korea | 1 – 1   |
| 6  | Seoel     | 5 juli 2007       | Vriendschappelijk      | Zuid-Korea – Oezbekistan | 2 – 1   |
| 7  | Suwon     | 11 oktober 2008   | Vriendschappelijk      | Zuid-Korea – Oezbekistan | 3 – 0   |
| 8  | Doha      | 28 januari 2011   | Azië Cup 2011          | Zuid-Korea – Oezbekistan | 3 – 2   |
| 9  | Jeonju    | 25 februari 2012  | Vriendschappelijk      | Zuid-Korea − Oezbekistan | 4 − 2   |
| 10 | Tasjkent  | 11 september 2012 | WK 2014 kwalificatie   | Oezbekistan − Zuid-Korea | 2 − 2   |
| 11 | Seoel     | 11 juni 2013      | WK 2014 kwalificatie   | Zuid-Korea − Oezbekistan | 1 − 0   |
| 12 | Melbourne | 22 januari 2015   | Azië Cup 2015          | Zuid-Korea − Oezbekistan | 2 − 0   |
| 13 | Daejeon   | 27 maart 2015     | Vriendschappelijk      | Zuid-Korea − Oezbekistan | 1 − 1   |
| 14 | Seoel     | 15 november 2016  | WK 2018 kwalificatie   | Zuid-Korea − Oezbekistan | 2 − 1   |
| 15 | Tasjkent  | 5 september 2017  | WK 2018 kwalificatie   | Oezbekistan − Zuid-Korea | 0 − 0   |
| 16 | Brisbane  | 16 november 2018  | Vriendschappelijk      | Oezbekistan − Zuid-Korea | 0 − 4   |

## Samenvatting
| Competitie        | Totaal gespeeld | Winst Oezbekistan | Gelijk | Winst Zuid-Korea | Doelsaldo Oezbekistan – Zuid-Korea |
| ----------------- | --------------- | ----------------- | ------ | ---------------- | ---------------------------------- |
| WK-kwalificatie   | 8               | 0                 | 3      | 5                | 7 − 15                             |
| Azië Cup          | 2               | 0                 | 0      | 2                | 2 − 5                              |
| Aziatische Spelen | 1               | 1                 | 0      | 0                | 1 − 0                              |
| Vriendschappelijk | 5               | 0                 | 1      | 4                | 4 − 14                             |
| Totaal            | 16              | 1                 | 4      | 11               | 14 − 34                            |

## Details

### Zevende ontmoeting
| Vriendschappelijk (Suwon, Zuid-Korea, 11 oktober 2008): |       |             |
| Zuid-Korea                                              | 3 – 0 | Oezbekistan |
| Ki Sung-yueng 3' Lee Keun-ho 72' Lee Keun-ho 85'        | goals |             |

UFF · A-internationals · Bondscoaches · Statistieken · Oezbeeks vrouwenelftal · Olympisch elftal · Oezbekistan U21 · Oezbekistan U20 · Oezbekistan U19 · Oezbekistan U18 · Oezbekistan U17
1990 – 1999 ·
2000 – 2009 ·
2010 – 2019 ·
2020 – 2029 ·
1994 · 
1995 · 
1996 · 
1997 · 
1998 · 
1999 · 
2000 · 
2001 · 
2002 · 
2003 · 
2004 · 
2005 · 
2006 · 
2007 · 
2008 · 
2009 · 
2010 · 
2011 · 
2012 · 
2013 · 
2014 ·
2015 ·
2016 ·
2017 ·
2018 ·
2019 ·
2020 ·
2021 ·
2022 ·
2023
Albanië ·
Armenië ·
Australië ·
Azerbeidzjan ·
Bahrein ·
Bangladesh ·
Bolivia ·
Bosnië en Herzegovina ·
Burkina Faso ·
Cambodja ·
Canada ·
China ·
Costa Rica ·
Estland ·
Filipijnen ·
Georgië ·
Hongkong ·
India ·
Indonesië ·
Irak ·
Iran ·
Israël ·
Japan ·
Jemen ·
Jordanië ·
Kameroen ·
Kazachstan ·
Kirgizië ·
Koeweit ·
Letland ·
Libanon ·
Malediven ·
Maleisië ·
Marokko ·
Mexico ·
Mongolië ·
Montenegro ·
Nieuw-Zeeland ·
Nigeria ·
Noord-Korea ·
Oeganda ·
Oekraïne ·
Oman ·
Palestina ·
Qatar ·
Rusland ·
Saoedi-Arabië ·
Senegal ·
Singapore ·
Slowakije ·
Sri Lanka ·
Syrië ·
Tadzjikistan ·
Taiwan ·
Thailand ·
Turkije ·
Turkmenistan ·
Uruguay ·
Venezuela ·
Verenigde Arabische Emiraten ·
Verenigde Staten ·
Vietnam ·
Wit-Rusland ·
Zuid-Korea ·
Zuid-Soedan ·
Zweden
KFA · A-internationals · Selecties · Bondscoaches · Zuid-Koreaans vrouwenelftal · Olympisch elftal · Zuid-Korea U21 · Zuid-Korea U20 · Zuid-Korea U19 · Zuid-Korea U18 · Zuid-Korea U17
1940 – 1949 ·
1950 – 1959 ·
1960 – 1969 ·
1970 – 1979 ·
1980 – 1989 ·
1990 – 1999 ·
2000 – 2009 ·
2010 – 2019 ·
2020 − 2029
WK 1954 · 
WK 1986 · 
WK 1990 · 
WK 1994 · 
WK 1998 · 
WK 2002 · 
WK 2006 · 
WK 2010 · 
WK 2014 · 
WK 2018
OS 1948 ·
OS 1964 ·
OS 1988 ·
OS 1992 ·
OS 1996 ·
OS 2000 ·
OS 2004 ·
OS 2008 ·
OS 2012 ·
OS 2016 ·
OS 2020
1948 ·
1949 ·
1950 · 
1951 · 1952 · 
1953 · 
1954 · 
1955 · 
1956 · 
1957 · 
1958 · 
1959 ·
1960 · 
1961 · 
1962 · 
1963 · 
1964 · 
1965 · 
1966 · 
1967 · 
1968 · 
1969 ·
1970 · 
1971 · 
1972 · 
1973 · 
1974 · 
1975 · 
1976 · 
1977 · 
1978 · 
1979 ·
1980 · 
1981 · 
1982 · 
1983 · 
1984 · 
1985 · 
1986 · 
1987 · 
1988 · 
1989 ·
1990 ·
1991 · 
1992 · 
1993 · 
1994 · 
1995 · 
1996 · 
1997 · 
1998 · 
1999 · 
2000 · 
2001 · 
2002 · 
2003 · 
2004 · 
2005 · 
2006 · 
2007 · 
2008 · 
2009 · 
2010 · 
2011 ·
2012 ·
2013 ·
2014 ·
2015 ·
2016 ·
2017 ·
2018 ·
2019 ·
2020 ·
2021 ·
2022 ·
2023 ·
2024
Afghanistan ·
Algerije ·
Angola ·
Argentinië ·
Australië ·
Bahrein ·
Bangladesh ·
België ·
Bolivia ·
Bosnië en Herzegovina ·
Brazilië ·
Brunei ·
Bulgarije ·
Burkina Faso ·
Cambodja ·
Canada ·
Chili ·
China ·
Colombia ·
Costa Rica ·
Cuba ·
Denemarken ·
Duitsland ·
Ecuador ·
Egypte ·
El Salvador ·
Engeland ·
Filipijnen ·
Finland ·
Frankrijk ·
Georgië ·
Ghana ·
Griekenland ·
Guam ·
Guatemala ·
Haïti ·
Honduras ·
Hongarije ·
Hongkong ·
IJsland ·
India ·
Indonesië ·
Irak ·
Iran ·
Israël ·
Italië ·
Ivoorkust ·
Jamaica ·
Japan ·
Jemen ·
Joegoslavië ·
Jordanië ·
Kameroen ·
Kazachstan ·
Kenia ·
Kirgizië ·
Koeweit ·
Kroatië ·
Laos ·
Letland ·
Libanon ·
Libië ·
Luxemburg ·
Macau ·
Malediven ·
Maleisië ·
Mali ·
Malta ·
Marokko ·
Mexico ·
Moldavië ·
Mongolië ·
Myanmar ·
Nederland ·
Nepal ·
Nieuw-Zeeland ·
Nigeria ·
Noord-Ierland ·
Noord-Korea ·
Noord-Macedonië ·
Noorwegen ·
Oekraïne ·
Oezbekistan ·
Oman ·
Pakistan ·
Palestina ·
Panama ·
Paraguay ·
Peru ·
Polen ·
Portugal ·
Qatar ·
Roemenië ·
Rusland ·
Saoedi-Arabië ·
Schotland ·
Senegal ·
Servië ·
Servië en Montenegro ·
Singapore ·
Slowakije ·
Soedan ·
Spanje ·
Sri Lanka ·
Syrië ·
Tadzjikistan ·
Taiwan ·
Thailand ·
Togo ·
Trinidad en Tobago ·
Tsjechië ·
Tunesië ·
Turkije ·
Turkmenistan ·
Uruguay ·
Venezuela ·
Verenigde Arabische Emiraten ·
Verenigde Staten ·
Vietnam ·
Wales ·
Wit-Rusland ·
Zambia ·
Zuid-Jemen ·
Zuid-Vietnam ·
Zweden ·
Zwitserland
Algerije (2014) · 
Australië (2015, 2) ·
België (2014) · 
Duitsland (2018) · 
Frankrijk (2006) · 
Griekenland (2010) ·
Mexico (2018) ·
Nigeria (2010) · 
Portugal (2022) · 
Rusland (2014) · 
Togo (2006) · 
Zweden (2018) ·
Zwitserland (2006)